# Харикана
Харикана или Харикано (на английски: Harricana River, Harricanaw River) е река в Източна Канада - западната част на провинция Квебек и най-североизточната част на провинции Онтарио.
Влива се в най-южната част на залива Хана – в южната част на залива Джеймс, южната част на Хъдсъновия залив. Нейната дължина от 533 км ѝ отрежда 62-ро място сред реките на Канада Канада.

## Географска характеристика

### Извор, течение, устие
Река Харикана изтича в западна посока от езерото Блон (на 297 м н.в.), разположено в югозападната част на провинция Квебек, на север от град Вал д'Ор. Преминава през четири проточни езера (Монтини, Малартик, Ла Мот и Обалски), през град Еймос, разположен на трасканадската жп линия Квебек (град) — Ванкувър, насочва се на северозапад и се влива в най-южната част на залива Хана, южната част на залива Джеймс, южната част на Хъдсъновия залив.

### Водосборен басейн, притоци
Площта на водосборния басейн на реката е 29 300 km2, като граничи с други 3 водосборни басейна:
- на изток – с водосборния басейн на река Нотавай, вливаща се също в залива Рупърт, южната част на залива Джеймс;
- на юг – с водосборния басейн на река Сейнт Лорънс, вливаща се в Атлантическия океан;
- на запад – с водосборния басейн на река Мус, вливаща се също в залива Хана, южната част на залива Джеймс;

Река Харикана има 2 по-значителни притока:
- Тюржон, ляв приток, вливаш се на 50°00′30″ с. ш. 78°55′57″ з. д. / 50.008333° с. ш. 78.9325° з. д.;
- Кесагами, ляв приток, вливащ се на 3 км преди устието на Харикана.

### Хидроложки показатели
Многогодишният среден дебит в устието на Харикана е 570 m3/s. Максималният отток на реката е през юни и юли, а минималния през февруари-март. Снежно-дъждовно подхранване. От ноември до края на април реката замръзва. Плавателна е на отделни участъци почти по цялото си течение.

## Селища
По течението на реката има 1 голямо селище и 3 по-малки:
- Ла Мот – на западния бряг на езерото Малратик;
- Лак ла Мот – на запдиния бряг на езерото Ла Мот;
- Сент Матие – при изтичането на река Харикана от езерото Ла Мот;
- Еймос (12 671 души) – на трансканадската железопътна линия гр. Квебек – Ванкувър.

## Изследване и картиране
През 1801 г. известният изследовател на Канада Александър Маккензи извършва първото топографско картиране на реката и я отбелязва на издадената от него карта под името Харикано (Harricanaw River).
През 1835 г., на картата, издадена от Бредфорд реката е записана под сегашното си название.
През 1906 г. канадският топограф Хенри О'Съливан извършва детайлно геодезическо заснемане и картиране на цялото ѝ течение и две години по-късно се появяват първите лагери на строителите на трасканадската железница. През 1910 г. е основан и град Еймос до моста на жп линията над реката.